# Conservatorio di Santa Marta

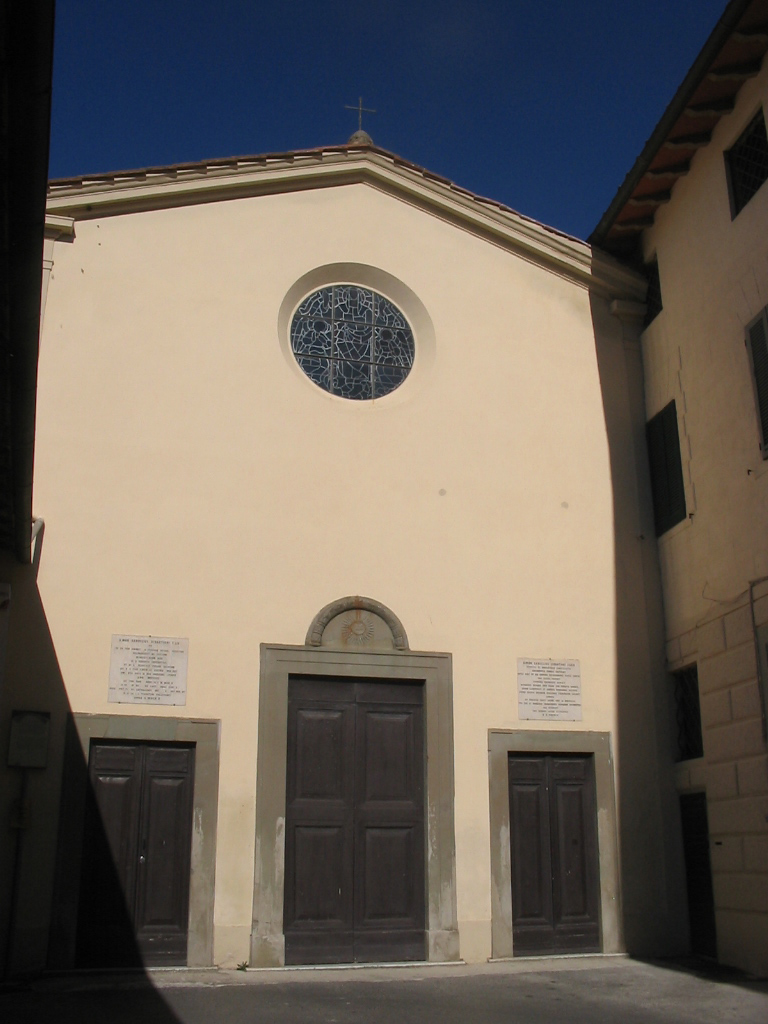
Chiesa di Santa Marta

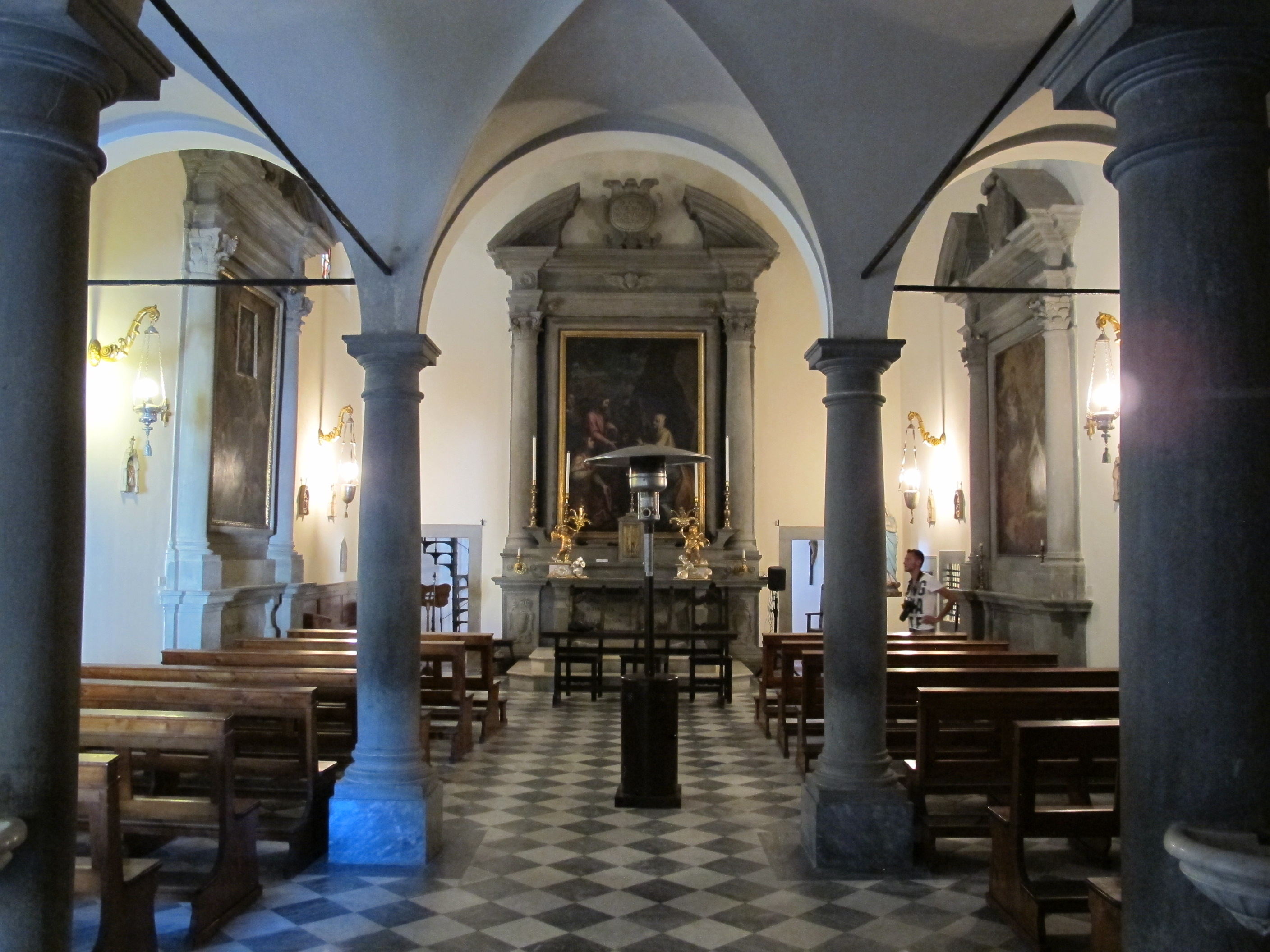
Interno

Il Conservatorio di Santa Marta si trova a Montopoli in Val d'Arno.

## Storia e descrizione
Con l'intento di dotare il paese nativo di un luogo di cultura, educazione morale e religiosa, anche in favore delle fanciulle povere nel 1589 Simone di Sebastiano Ganucci, ricco commerciante montopolese, eresse a sue spese un monastero femminile, posto sotto la regola di san Benedetto.
Ottenuto il consenso dal vescovo di Lucca il 29 marzo 1590, i lavori di costruzione iniziarono nell'ottobre successivo, in gran parte con il riutilizzo di molti materiali rivenienti da cappelle montopolesi pressoché distrutte. I lavori procedettero a rilento e solo nel 1657 il campanile fu costruito, mentre la chiesa fu terminata venti anni dopo (1677) e consacrata nel 1697.
La trasformazione del complesso del convento di clausura a semplice conservatorio avvenne nel 1786.
La chiesa all'esterno reca lo stemma del suo benefattore, Simone di Sebastiano Ganucci. Fu completamente restaurata nel 1830 dal pittore cascinese Giuseppe Bacchini.
All'interno ci sono tre altari in pietra serena: quello di destra presenta una tela firmata da Antonio Franchi (pittore) raffigurante la Madonna col Bambino, san Domenico e santa Teresa, mentre quello di sinistra una tela di Michele Laschi, databile alla fine del XVI secolo, riproducente una Madonna col Bambino e i santi Agostino e Chiara. L'altare maggiore è del 1677 e sopra di esso è situata un'importante tela di Ludovico Cardi detto il Cigoli, raffigurante la Resurrezione di Lazzaro.
Da segnalare, in un ambiente attiguo, una tavola di Lorenzo Monaco raffigurante una Madonna col Bambino del 1390-1410 circa.